# Oakland Raiders 2011
La stagione 2011 degli Oakland Raiders è stata la 42ª della franchigia nella National Football League, la 52ª complessiva e la prima sotto il capo-allenatore Hue Jackson. Fu soprattutto l'ultima stagione sotto lo storico proprietario e general manager Hall of Fameer Al Davis, scomparso nel mese di ottobre, dopo essere stato alla guida della franchigia di fatto dal 1963 in poi.

## Scelte nel Draft 2011
Nel draft NFL 2011 i Raiders hanno selezionato i seguenti giocatori:
| Scelte dei Raiders nel Draft 2025 |        |                                      |                                      |                                      |                                      |
| Giro                              | Scelta | Giocatore                            | Ruolo                                | College                              | Note                                 |
| 1º                                | 17º    | Scambiata con i New England Patriots | Scambiata con i New England Patriots | Scambiata con i New England Patriots | Scambiata con i New England Patriots |
| 2º                                | 48ª    | Stefen Wisniewski                    | C                                    | Penn State                           |                                      |
| 3º                                | 81ª    | DeMarcus Van Dyke                    | CB                                   | Miami                                |                                      |
| 3º                                | 92ª    | Joseph Barksdale                     | OT                                   | LSU                                  | da New England                       |
| 4º                                | 113ª   | Chimdi Chewka                        | CB                                   | Ohio State                           |                                      |
| 4º                                | 125ª   | Taiwan Jones                         | RB                                   | Eastern Washington                   | da New England                       |
| 5º                                | 148ª   | Denarius Moore                       | WR                                   | Tennessee                            |                                      |
| 6º                                | 181ª   | Richard Gordon                       | TE                                   | Miami                                |                                      |
| 7º                                | 241ª   | David Ausberry                       | WR                                   | USC                                  | Scelta compensatoria                 |

1. ↑  A settembre 2009 i Raiders avevano scambiato la loro prima scelta del draft 2011 con i Patriots in cambio di Richard Seymour
2. 1 2  I Raiders cedettero la scelta 219ª e una scelta del secondo giro del successivo draft 2012 in cambio della 92ª e della 125ª del draft 2011

### Draft Supplementare
Il 22 agosto 2011 hanno ceduto ai Patriots la loro terza scelta del draft NFL 2012 in cambio del giocatore Terrelle Pryor.

## Precampionato
| Precampionato |             |           |                       |           |        |                   |         |
| Settimana     | Data        | Ora (PT)  | Avversario            | Risultato | Record | Stadio            | Sintesi |
| 1             | 11 agosto   | 7:00 p.m. | Arizona Cardinals     | S 18-24   | 0-1    | Oakland Coliseum  | Sintesi |
| 2             | 20 agosto   | 5:00 p.m. | @ San Francisco 49ers | S 17-3    | 0-2    | Candlestick Park  | Sintesi |
| 3             | 28 agosto   | 5:00 p.m. | New Orleans Saints    | S 20-40   | 0-3    | Oakland Coliseum  | Sintesi |
| 4             | 2 settembre | 7:30 p.m. | @ Seattle Seahawks    | S 20-3    | 0-4    | CenturyLink Field | Sintesi |

## Stagione regolare

### Calendario
| Stagione regolare |                    |                    |                          |                    |                    |                                     |                    |
| Settimana         | Data               | Ora (PT)           | Avversario               | Risultato          | Record             | Stadio                              | Sintesi            |
| 1                 | 12 settembre       | 7:15 p.m.          | @ Denver Broncos (M)     | V 23-20            | 1-0                | Sports Authority Field at Mile High | Sintesi            |
| 2                 | 18 settembre       | 10:00 a.m.         | @ Buffalo Bills          | S 38-35            | 1-1                | Ralph Wilson Stadium                | Sintesi            |
| 3                 | 25 settembre       | 1:05 p.m.          | New York Jets            | V 34-24            | 2-1                | Oakland Coliseum                    | Sintesi            |
| 4                 | 2 ottobre          | 1:15 p.m.          | New England Patriots     | S 19-31            | 2-2                | Oakland Coliseum                    | Sintesi            |
| 5                 | 9 ottobre          | 10:00 a.m.         | @ Houston Texans         | V 25-20            | 3-2                | Reliant Stadium                     | Sintesi            |
| 6                 | 16 ottobre         | 1:05 p.m.          | Cleveland Browns         | V 24-17            | 4-2                | Oakland Coliseum                    | Sintesi            |
| 7                 | 23 ottobre         | 1:05 p.m.          | Kansas City Chiefs       | S 0-28             | 4-3                | Oakland Coliseum                    | Sintesi            |
| 8                 | Settimana di pausa | Settimana di pausa | Settimana di pausa       | Settimana di pausa | Settimana di pausa | Settimana di pausa                  | Settimana di pausa |
| 9                 | 6 novembre         | 1:15 p.m.          | Denver Broncos           | S 24-38            | 4-4                | Oakland Coliseum                    | Sintesi            |
| 10                | 10 novembre        | 5:20 p.m.          | @ San Diego Chargers (T) | V 24-17            | 5-4                | Qualcomm Stadium                    | Sintesi            |
| 11                | 20 novembre        | 10:00 a.m.         | @ Minnesota Vikings      | V 27-21            | 6-4                | Hubert H. Humphrey Metrodome        | Sintesi            |
| 12                | 27 novembre        | 1:05 p.m.          | Chicago Bears            | V 25-20            | 7-4                | Oakland Coliseum                    | Sintesi            |
| 13                | 4 dicembre         | 10:00 a.m.         | @ Miami Dolphins         | S 14-34            | 7-5                | Sun Life Stadium                    | Sintesi            |
| 14                | 11 dicembre        | 1:15 p.m.          | @ Green Bay Packers      | S 16-46            | 7-6                | Lambeau Field                       | Sintesi            |
| 15                | 18 dicembre        | 1:05 p.m.          | Detroit Lions            | S 28-27            | 7-7                | Oakland Coliseum                    | Sintesi            |
| 16                | 24 dicembre        | 10:00 a.m.         | @ Kansas City Chiefs     | V 16-13 (DTS)      | 8-7                | Arrowhead Stadium                   | Sintesi            |
| 17                | 1º gennaio         | 1:15 p.m.          | San Diego Chargers       | S 26-38            | 8-8                | Oakland Coliseum                    | Sintesi            |

Note:
- Gli avversari della propria division sono in grassetto.
- Il simbolo "@" indica una partita giocata in trasferta.
- (M) indica il Monday Night Football e (T) il Thursday Night Football.

## Classifiche

### Division
| AFC West           |   |   |   |     |     |     |
| Squadra            | V | S | P | PCT | PF  | PS  |
| (4) Denver Broncos | 8 | 8 | 0 | 500 | 309 | 390 |
| San Diego Chargers | 8 | 8 | 0 | 500 | 406 | 377 |
| Oakland Raiders    | 8 | 8 | 0 | 500 | 359 | 433 |
| Kansas City Chiefs | 7 | 9 | 0 | 438 | 212 | 338 |

In verde le squadre qualificate ai play-off con il relativo seed.
1. ↑  Denver arrivò davanti San Diego e Oakland sulla base dei rispettivi record contro avversari comuni: 5-5 su San Diego e 4-6 su Oakland